# June Marlowe
June Marlowe, pseudonimo di Gisela Goetten (Saint Cloud, 6 novembre 1903 – Burbank, 10 marzo 1984), è stata un'attrice statunitense.

## Biografia
Prima di cinque figli – due di essi, Armor E. Goetten (1910-2001) e Alona Marlowe (1908–2006), divennero attori – di due tedeschi immigrati negli Stati Uniti, nel 1920 la sua famiglia si trasferì dal Minnesota a Los Angeles, dove June studiò. Il regista Malcolm St. Clair la notò recitare in una commedia per la scuola e la volle far debuttare al cinema nel suo Fighting Blood (1923). L'anno dopo June Marlowe iniziò una breve ma intensa carriera che la vide interpretare molti film della serie Rin Tin Tin e ottenere nel 1925 una nomina tra le WAMPAS Baby Stars. Nel 1929 andò in Germania, dove recitò due film.
Il regista Robert F. McGowan la volle nella parte dell'insegnante Miss Crabtree nelle commedie della serie Simpatiche canaglie col bambino Jackie Cooper. Marlowe e Cooper apparvero insieme in quattro film della serie prodotta da Hal Roach: Teacher's Pet, School's Out, Love Business e Little Daddy. Senza Cooper, Marlowe interpretò altri due film della serie, Shiver My Timbers (1931) e Readin' and Writin' (1932), con il quale lasciò il cinema.
Il 2 luglio 1933 sposò l’uomo d'affari Rodney Sprigg col quale rimase sposata fino alla morte di lui, avvenuta nel 1982. June Marlowe, sofferente della malattia di Parkinson, morì due anni dopo e fu sepolta a Los Angeles, dapprima nel San Fernando Mission Cemetery e successivamente nella cattedrale di Nostra Signora degli Angeli.

## Riconoscimenti
- WAMPAS Baby Star nel 1925

## Filmografia parziale
- Fighting Blood (1923)

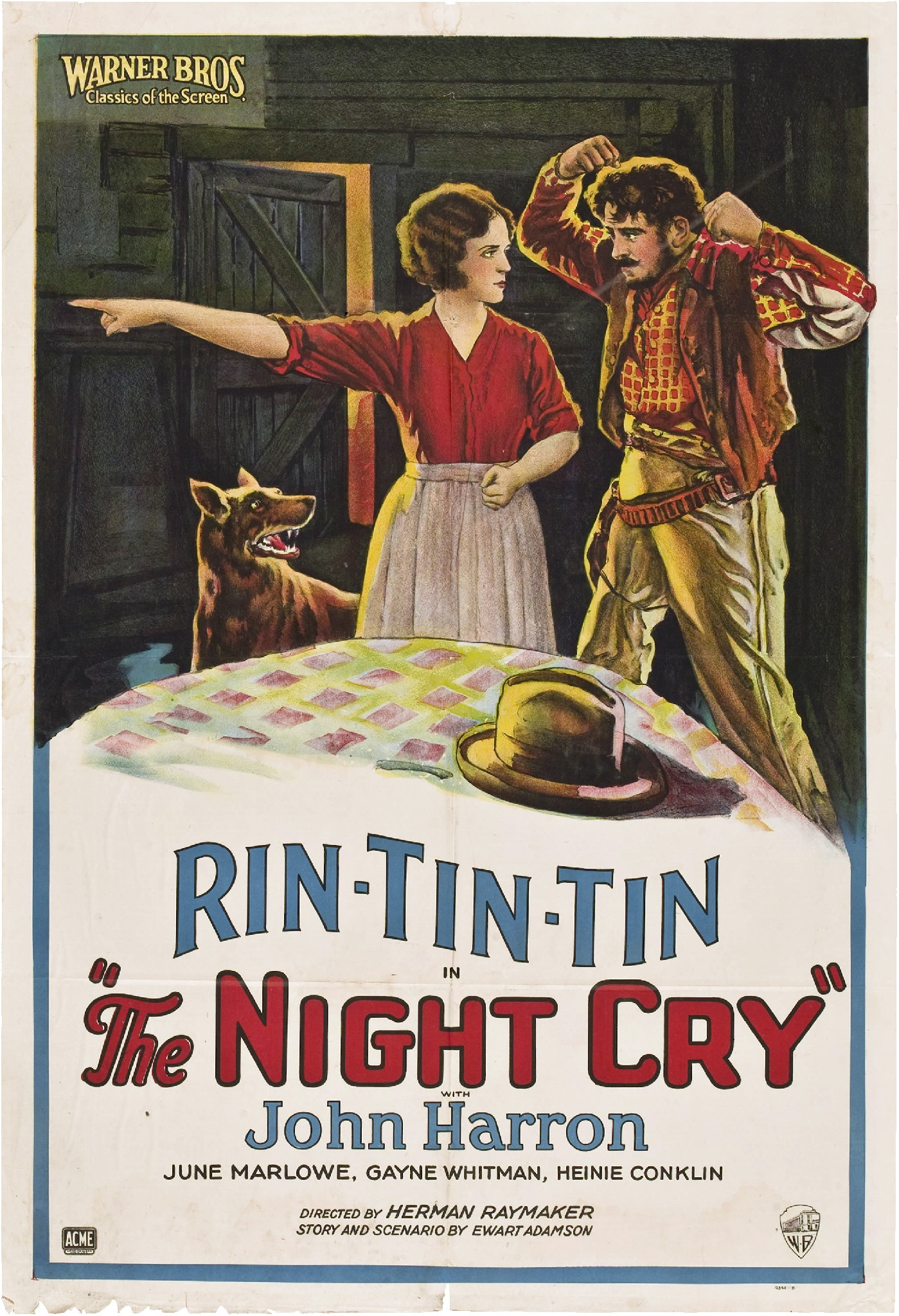
Poster di The Night Cry

- The Tenth Woman, regia di James Flood (1924)
- Sirena di acciaio (A Lost Lady), regia di Harry Beaumont (1924)
- The Man Without a Conscience (1925)
- Clash of the Wolves (1925)
- Peste sulla neve  (Tracked in the Snow Country), regia di Herman C. Raymaker (1925)
- In faccia alla morte (Below the Line), regia di Herman C. Raymaker (1925)
- The Pleasure Buyers, regia di Chet Withey (1925)
- Rin Tin Tin e il condor (The Night Cry), regia di Herman C. Raymaker (1926)
- The Old Soak (1926)
- The Fourth Commandment (1927)
- Alias the Deacon (1927)
- Wild Beauty, regia di Henry MacRae (1927)
- Their Hour (1928)
- Legione straniera (The Foreign Legion), regia di Edward Sloman (1928)
- Vivere! (The Branded Man), regia di Scott Pembroke e Phil Rosen (1928)
- Durchs Brandenburger Tor. Solang noch Untern Linden... (1929)
- Die seltsame Vergangenheit der Thea Carter (1929)
- The Lone Defender (1930)
- Muraglie (1931)